# Медійна прозорість
Прозо́рість ме́діа — це концепція визначення, як і чому інформація передається за допомогою різних засобів.
Використовується в гуманітарних науках як тема прозорості медіа і передбачає їх відкритість та підзвітність. Це метафоричне розширення початкового значення слова, яке використовується для означення «прозорого» об'єкту, який можна побачити через щось.
В теорії комунікацій медіа є прозорими коли виконуються такі умови:
- є багато, часто конкуруючих, джерел інформації,
- достатньо відомо про метод доставки інформації,
- фінансування продукції медіа знаходиться у відкритому доступі.

Аспекти прозорих медіа включають відкриті документовані джерела, відкриті засідання, декларації про доходи, вільне інформаційне законодавство, бюджетні огляди, аудити, експертні оцінки і т. д.
Поняття прозорості медіа нерозривно пов'язане зі сприйняттям медіа нинішнім суспільством, а також c питанням, чому медіа висвітлюють будь-які речі тим або іншим чином. Діяльність сучасних медіа може значно впливати на зміни, як політичні, так і соціальні. Те, як населення сприйме діяльність цих медіа, часто визначає подальшу державну політику з тих чи інших питань. Наприклад, соціальні медіа можуть бути ключовим фактором у прийнятті або відхиленні рішень урядом. Питання прозорості же встає тоді, коли існує безліч конкуруючих джерел інформації, і вони, швидше за все, корумповані. Як приклад можна привести необ'єктивне висвітлення інформації урядом, яке намагається виставити ту чи іншу подію з позитивною або негативною боку. Залежно від ступеня прозорості статті, читач може визначити надійність цього джерела інформації, зробити свої власні припущення або висновки з прочитаного.